# Frangy
Frangy (Frangì in italiano, desueto), è un comune francese di 1 966 abitanti situato nel dipartimento dell'Alta Savoia della regione dell'Alvernia-Rodano-Alpi.

## Società

### Evoluzione demografica
Abitanti censiti